# Leksands IF

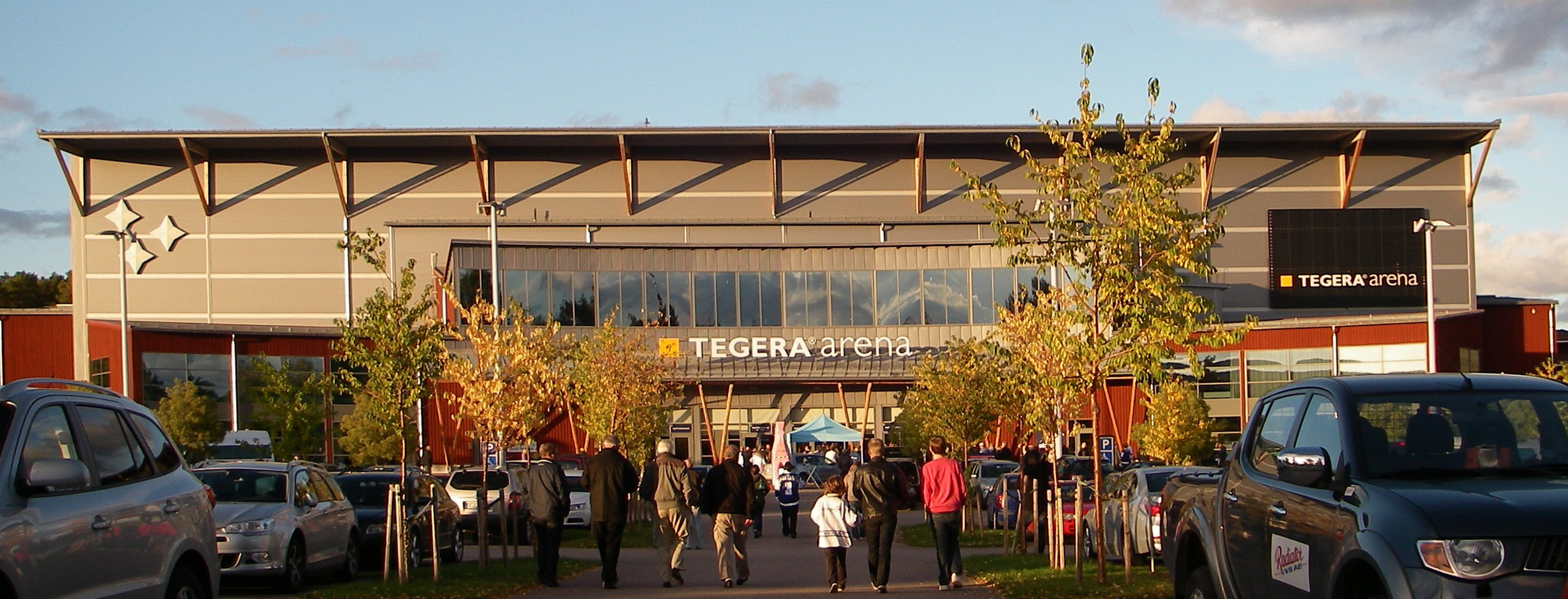
Tegera Arena, hemmaplan för Leksands IF.

Leksands IF (LIF) är en idrottsförening i Leksand, Sverige. Klubben är mest känd för sin ishockeysektion men inkluderar även andra idrotter, bland annat konståkning. Ishockeyns herrlag spelar i Svenska Hockeyligan och damlaget spelar i Nationella damhockeyligan.

## Historik

### Bakgrund
Leksands IF bildades den 13 augusti 1919 som en idrottsförening med bandy och skidsport på programmet, från 1920 även fotboll.
Klubben spelade sin första ishockeymatch den 16 januari 1938, då man besegrade Mora IK med 11-0 på hemmaplan och där spelarna togs ur bandylaget. Sedan dröjde det ett antal år innan man började med organiserad ishockey inom föreningen.

### Högsta ishockeyserien

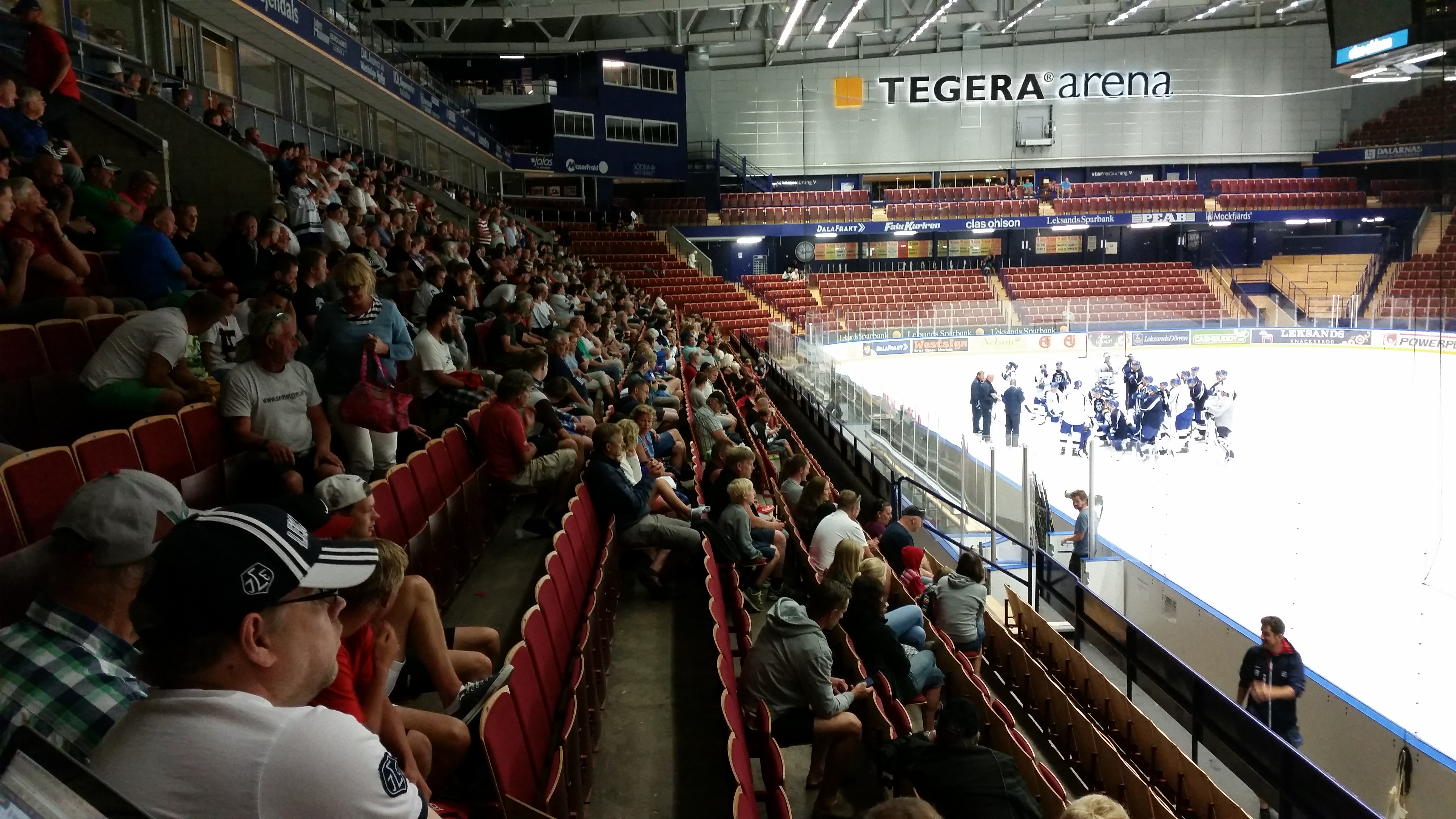
Lagets, och en del av "publikens", första isträningen säsongen 2014-2015.

Den 22 februari 1948 vann Leksands IF med 4-0 mot Karlbergs BK på Kristinebergs IP i västra Stockholm. Vid debutmatchen i högsta divisionen den 27 november 1948 vann man med 8-5 mot UoIF Matteuspojkarna trots underläge, 1-4 och i andra matchen besegrades Södertälje SK med 3-2.
Leksands IF spelade sitt första år i Sveriges högsta division säsongen 1948/1949. Därefter åkte man ur och kom tillbaka till säsongen 1951/1952. Sedan spelade man oavbrutet i Sveriges högsta division, fram till att de åkte ur Elitserien under säsongen 2000/2001.
Säsongen 1958/1959 slutade man på andra plats i SM-serien, som vanns av Djurgårdens IF. Den 12 juni 1965 anordnades "Taknatta", en festtillställning där pengar samlades in till att bygga ett tak på Leksands isstadion. Den konstfrusna isbanan hade invigts 1956.

### Storhetstiden och senare bedrifter
Den verkliga storhetstiden inföll under slutet av 1960-talet och början av 1970-talet, då klubben vann fyra SM-guld (säsongerna 1968/1969, 1972/1973, 1973/1974, 1974/1975), ofta efter hård kamp mot Brynäs IF. Senast Leksand spelade SM-final var säsongen 1988/1989, då man föll mot Djurgårdens IF.
Leksands IF vann seriespelet i Elitserien säsongerna 1979/1980, 1993/1994 och 1996/1997, men blev utslagna direkt i slutspelet alla tre gångerna.

### 2000-talets kräftgång
Sedan Leksand åkt ur Elitserien säsongen 2000/2001 storsatsade man för att ta sig tillbaka och lyckades också med "återtåget", och spelade därefter säsongerna 2002/2003 och 2003/2004 åter i Elitserien. Klubben åkte ur Elitserien på nytt säsongen 2003/2004, men tog sig tillbaka till säsongen 2005/2006 bara för att återigen åka ur.
En lång rad fruktlösa försök att ta sig upp till Elitserien igen väntade under de kommande åren. Säsongen 2006/2007 gjordes på nytt en storsatsning på att än en gång avancera. Ett flertal rutinedade utländska spelare värvades tillsammans med riktad satsning på spelare från Dalarna, men satsningen misslyckades. Säsongen 2007/2008 bytte man tränare till Tomas Kempe, och i slutet av augusti 2007 blev det klart att NHL-målvakten Ed Belfour skulle spela i klubben under säsongen. Laget gick till Kvalserien till Elitserien i ishockey 2008 men slutade på femte plats och missade att gå upp. 
Även säsongen 2008/2009 gick man till Kvalserien, men man missade återigen att avancera. Inför säsongen 2009/2010 storsatsade klubben för att ta sig tillbaka till Elitserien. Man slutade återigen etta i Hockeyallsvenskan med 107 poäng, tre poäng före tvåan AIK, men misslyckades än en gång i kvalet till Elitserien. Även i kvalserien 2010 misslyckades Leksand att avancera. Säsongen därpå fick laget inte ens kvala, och i kvalserien 2012 slutade LIF på fjärde plats och blev ännu en gång utan elitserieplats. 
2013 hamnade Leksands kommun i blåsväder, när SVT:s Uppdrag granskning avslöjade att kommunen skatteplanerat åt Leksands IF. Bland annat hade kommunen pantsatt sina aktier i en camping för att säkra ett kortsiktigt lån till LIF, något som enligt kommunallagen är förbjudet.. Idrottsligt blev dock våren 2013 den bästa tänkbara för Leksands IF, och på påskafton den 30 mars säkrade laget till slut en plats i Elitserien genom hemmaseger i kvalet mot Rögle BK.
Första säsongen för Leksands IF i SHL gick bra och man slutade på en 7:e plats i tabellen. Leksandsbacken Patrik Hersley slog också rekord för antalet mål för en back i SHL med sina 24 fullträffar. Väl i slutspelet fick man stryk mot HV71 i åttondelsfinalen. 
Säsongen 2014/15 började dåligt för Leksand där det dröjde ända in i 8:e omgången innan Leksand lyckades vinna en match. När grundserien var slut låg man näst sist i tabellen och kval väntade. Där blev det en dramatisk matchserien mot Malmö Redhawks Där allt skulle avgöras i match 7 om vilket lag som skulle få spela i SHL nästa säsong. Det hela slutade med vinst för Malmö och Leksand skickades ned till Hockeyallsvenskan.
Säsongen 2015/16 skulle alltså Leksand spela i Hockeyallsvenskan och det började dåligt, efter nästan halva säsongen låg Leksand sist i tabellen och på kvalplats till Division 1. Då valde styrelsen att sparka tränaren och istället ta in Per-Erik Johnsson som huvudtränare. Tränarbytet fick direkt effekt och Leksand reste sig. Till slut slutade man på en 4:e plats i tabellen och kvalificerade sig för Slutspelsserien. Väl där gick det upp och ned och inför sista matchen låg man tvåa, 3 poäng efter Mora IK som man också skulle möta, man behövde vinna matchen med minst 4 mål för att ta sig vidare i kvalet. Inför matchen kändes det nästan hopplöst, men ett krigande Leksand lyckades vinna matchen med hela 6-0 och då ta platsen till playoff mot Tingsryds AIF som slutade 2:a i tabellen. Det var en matchserien i bäst av 3 och processen blev ganska kort då Leksand vann de två första matcherna och nu var framme i direktkvalet till SHL mot Modo Hockey i en matchserien i bäst av 7. När Modo Hockey hade vunnit de två första matcherna med 5-0 och 4-0 trodde man att det var kört för Leksand men man kom tillbaka och vann två matcher i rad så att det nu stod 2-2 i matcher. Nästa match vann Modo med 7-1 innan Leksand kunde kvittera till 3-3 i matcher via en hemmaseger med 5-4. Sista och avgörande matchen skulle vara i Örnsköldsvik och blev en riktig rysare. Efter att Leksand tog ledningen i första perioden genom Jon Knuts tog Modo över och inför sista perioden stod det 3-1. Där lyckades Leksand dock båda reducera och sedan när klockan stod på 19.08 lyckades Leksand kvittera genom ett slagskott av Alexander Ytterell och tog matchen till förlängning. Väl där snodde Brock Montpetit åt sig pucken och sköt Leksand upp i SHL efter en säsong i Hockeyallsvenskan.
Trots avancemanget till SHL blev framgången kortvarig, då Leksand hamnade sist och mötte värsta rivalen Mora IK i ett avgörande direktkval. Mora vann med 4-2 i matcher och Leksand är på nytt ett hockeyallsvenskt lag.
Säsongen 2017/2018 skulle nu Leksand spela i Hockeyallsvenskan igen, många tippade Leksand i toppen av tabellen när säsongen skulle vara färdig eftersom man hade behållit stora delar av det laget som spelade i SHL året före. Trots det började det knackigt och den 14 oktober fick tränare Markus Åkerblom sparken. Då fick istället Leif Carlsson chansen. Tränarbytet gav effekt och Leksand reste sig och slutade 2:a i tabellen. Efter att först ha förlorat mot Timrå IK i Hockeyallsvenskan finalen och sedan vunnit mot IK Oskarshamn i playoff till kval ställdes Leksand ännu en gång mot Mora i direktkval till SHL. Man förlorade dock matchserien med 4-1 i matcher och misslyckades med att försöka knipa en SHL plats.
Säsongen 2018/2019 möttes Leksand och Mora en tredje gång i direktkval till SHL. Denna gång gick Leksand vinnande ur striden och återtog sin SHL-plats. 
Året därpå, under säsongen 2019/2020, hamnade Leksand återigen på en kvalplats och skulle få spela en matchserie för att avgöra klubbens vara eller icke vara i SHL. Dock, på grund av Covid-19-pandemin, ställdes kvalet in och Leksand fick fortsätta att husera i Sveriges högsta liga inom ishockey för herrar.

## Säsonger
Leksands IF tog upp ishockey på programmet 1937 och spelade den första matchen 1938. Sedan tog det till 1945 innan man kom med i det nationella seriesystemet. Det var Dalaserien som mitt under säsongen infogades som en grupp i Division II. Sedan dess har man aldrig spelat lägre än i andradivisionen. Första besöket i högsta serien kom redan 1948, men det blev bara ettårigt. Till 1952 var man tillbaka i högsta serien och då varade det till 1999. Åren 1988-1996 spelades Elitserien som en grundserie och sedan som en fortsättningsserie. Grundseriens resultat redovisas inom parentes i tabellen nedan.
| Säsong    | Division            | Placering | SM/Kval                                                                          |
| --------- | ------------------- | --------- | -------------------------------------------------------------------------------- |
| 1945/1946 | Division II Dalarna | 2         |                                                                                  |
| 1946/1947 | Division II Dalarna | 1         | Kval: Utslagna av Gävle GIK                                                      |
| 1947/1948 | Division II Dalarna | 1         | Kval: Besegrar IK Huge, uppflyttade                                              |
| 1948/1949 | Division I Norra    | 5         | nedflyttade                                                                      |
| 1949/1950 | Division II Norra   | 2         |                                                                                  |
| 1950/1951 | Division II Norra   | 1         | uppflyttade                                                                      |
| 1951/1952 | Division I Södra B  | 3         |                                                                                  |
| 1952/1953 | Division I Norra    | 2         |                                                                                  |
| 1953/1954 | Division I Norra    | 3         |                                                                                  |
| 1954/1955 | Division I Norra    | 3         |                                                                                  |
| 1955/1956 | Division I Norra    | 1         | 3:a i mästerskapsserien                                                          |
| 1956/1957 | Division I Norra    | 1         | 4:a i mästerskapsserien                                                          |
| 1957/1958 | Division I Norra    | 3         |                                                                                  |
| 1958/1959 | Division I Norra    | 1         | 2:a i mästerskapsserien, SM-silver                                               |
| 1959/1960 | Division I Norra    | 3         |                                                                                  |
| 1960/1961 | Division I Norra    | 2         | 4:a i mästerskapsserien                                                          |
| 1961/1962 | Division I Norra    | 3         | 5:a i mästerskapsserien                                                          |
| 1962/1963 | Division I Norra    | 2         | 4:a i mästerskapsserien                                                          |
| 1963/1964 | Division I Norra    | 2         | 2:a i mästerskapsserien, SM-silver                                               |
| 1964/1965 | Division I Norra    | 2         | 4:a i mästerskapsserien                                                          |
| 1965/1966 | Division I Norra    | 2         | SM: Besegrar Södertälje, förlorar mot Brynäs Bronsmatch: Förlorar mot Djurgården |
| 1966/1967 | Division I Norra    | 4:a       | SM: Utslagna av Södertälje                                                       |
| 1967/1968 | Division I Norra    | 1         | 6:a i mästerskapsserien                                                          |
| 1968/1969 | Division I Norra    | 3         | 1:a i mästerskapsserien, SM-guld                                                 |
| 1969/1970 | Division I Södra    | 2         | 4:a i mästerskapsserien                                                          |
| 1970/1971 | Division I Södra    | 2         | 2:a i mästerskapsserien, SM-silver                                               |
| 1971/1972 | Division I Södra    | 3         | 2:a i mästerskapsserien, SM-silver                                               |
| 1972/1973 | Division I Södra    | 2         | 1:a i mästerskapsserien, SM-guld                                                 |
| 1973/1974 | Division I Södra    | 1         | 1:a i mästerskapsserien, SM-guld                                                 |

| Säsong    | Division   | Placering | SM/Vårserie                               | SM-final, kval m.m.                                      |
| --------- | ---------- | --------- | ----------------------------------------- | -------------------------------------------------------- |
| 1974/1975 | Division I | 2         | SM: Besegrar Skellefteå                   | SM-final: Besegrar Brynäs, SM-guld                       |
| 1975/1976 | Elitserien | 2         | SM: Utslagna av Färjestad                 | Bronsmatch: Besegrar Skellefteå                          |
| 1976/1977 | Elitserien | 3         | SM: Utslagna av Färjestad                 | Bronsmatch: Besegrar Modo                                |
| 1977/1978 | Elitserien | 7         |                                           |                                                          |
| 1978/1979 | Elitserien | 4         | SM: Utslagna av Modo                      |                                                          |
| 1979/1980 | Elitserien | 1         | SM: Utslagna av Brynäs                    |                                                          |
| 1980/1981 | Elitserien | 9         |                                           | 1:a i kvalserien                                         |
| 1981/1982 | Elitserien | 6         |                                           |                                                          |
| 1982/1983 | Elitserien | 5         |                                           |                                                          |
| 1983/1984 | Elitserien | 7         |                                           |                                                          |
| 1984/1985 | Elitserien | 7         |                                           |                                                          |
| 1985/1986 | Elitserien | 7         |                                           |                                                          |
| 1986/1987 | Elitserien | 8         |                                           |                                                          |
| 1987/1988 | Elitserien | 3 (6)     | SM: Utslagna av Färjestad                 |                                                          |
| 1988/1989 | Elitserien | 2 (1)     | SM: Besegrar HV71 och Södertälje          | SM-final:Förlorar mot Djurgården, SM-silver              |
| 1989/1990 | Elitserien | 5 (3)     | SM: Utslagna av Luleå                     |                                                          |
| 1990/1991 | Elitserien | 11        | 2:a i Allsvenskan                         | Allsvenska finalen: Besegrar Västra Frölunda             |
| 1991/1992 | Elitserien | 11        | 2:a i Allsvenskan                         | Allsvenska finalen: Förlorar mot Rögle, 1:a i kvalserien |
| 1992/1993 | Elitserien | 7 (9)     | SM: Utslagna av Brynäs                    |                                                          |
| 1993/1994 | Elitserien | 1 (1)     | SM: Utslagna av Modo                      |                                                          |
| 1994/1995 | Elitserien | 4 (6)     | SM: Utslagna av Brynäs                    |                                                          |
| 1995/1996 | Elitserien | 7 (6)     | SM: Utslagna av Västra Frölunda           |                                                          |
| 1996/1997 | Elitserien | 1         | SM: Besegrar Malmö, utslagna av Färjestad |                                                          |
| 1997/1998 | Elitserien | 3         | SM: Utslagna av Modo                      |                                                          |
| 1998/1999 | Elitserien | 4         | SM: Utslagna av Luleå                     |                                                          |
| 1999/2000 | Elitserien | 10        |                                           |                                                          |

| Säsong    | Division            | Placering | Vårserie               | SM, kval m.m.                                                                                           |
| --------- | ------------------- | --------- | ---------------------- | --- |
| 2000/2001 | Elitserien          | 11        |                        | 4:a i Kvalserien, nedflyttade                                                                           |
| 2001/2002 | Allsvenskan Södra   | 1         | 1:a i Superallsvenskan | 2:a i Kvalserien, uppflyttade                                                                           |
| 2002/2003 | Elitserien          | 8         |                        | SM: Utslagna av Färjestads BK                                                                           |
| 2003/2004 | Elitserien          | 12        |                        | 4:a i Kvalserien, nedflyttade                                                                           |
| 2004/2005 | Allsvenskan södra   | 1         | 1:a i Superallsvenskan | 1:a i Kvalserien, uppflyttade                                                                           |
| 2005/2006 | Elitserien          | 12        |                        | 5:a i Kvalserien, nedflyttade                                                                           |
| 2006/2007 | Hockeyallsvenskan   | 3         |                        | 5:a i Kvalserien                                                                                        |
| 2007/2008 | Hockeyallsvenskan   | 1         |                        | 5:a i Kvalserien                                                                                        |
| 2008/2009 | Hockeyallsvenskan   | 1         |                        | 4:a i Kvalserien                                                                                        |
| 2009/2010 | Hockeyallsvenskan   | 1         |                        | 4:a i Kvalserien                                                                                        |
| 2010/2011 | Hockeyallsvenskan   | 4         | 4:a i förkvalsserien   | |
| 2011/2012 | Hockeyallsvenskan   | 2         |                        | 4:a i Kvalserien                                                                                        |
| 2012/2013 | Hockeyallsvenskan   | 1         |                        | 2:a i Kvalserien, uppflyttade                                                                           |
| 2013/2014 | Svenska Hockeyligan | 7         |                        | SM: Utslagna av HV71                                                                                    |
| 2014/2015 | Svenska Hockeyligan | 11        |                        | Direktkval: Utslagna av Malmö Redhawks, nedflyttade                                                     |
| 2015/2016 | Hockeyallsvenskan   | 4         | 1:a i Slutspelsserien  | Playoff: Besegrar Tingsryd; Direktkval: Besegrar Modo, uppflyttade                                      |
| 2016/2017 | Svenska Hockeyligan | 14        |                        | Direktkval: Utslagna av Mora, nedflyttade                                                               |
| 2017/2018 | Hockeyallsvenskan   | 2         |                        | Hockeyallsvenska finalen: Förlorar mot Timrå Playoff: Besegrar Oskarshamn; Direktkval: Utslagna av Mora |
| 2018/2019 | Hockeyallsvenskan   | 4         | 1:a i Slutspelsserien  | Playoff: Besegrar AIK; Direktkval: Besegrar Mora, uppflyttade                                           |
| 2019/2020 | Svenska Hockeyligan | 13        |                        | Kval inställt                                                                                           |
| 2020/2021 | Svenska Hockeyligan | 3         |                        | SM: Utslagna av Örebro                                                                                  |
| 2021/2022 | Svenska Hockeyligan | 8         |                        | SM: Utslagna av Oskarshamn                                                                              |
| 2022/2023 | Svenska Hockeyligan | 8         |                        | SM: Utslagna av Rögle                                                                                   |
| 2023/2024 | Svenska Hockeyligan | 5         |                        | SM: Utslagna av Frölunda                                                                                |

## Klubbnamn
Klubben använde från mitten av 1990-talet även namnet Leksand Stars för A-laget, för att hänga på trenden med lagnamn som påminner om NHL, till exempel Dallas Stars. Sedan mitten av 2000-talet har dock klubben återgått till att bara kalla sig Leksands IF.

## Spelare i Leksands IF

### Pensionerade nummer
- Nr 2 - Åke Lassas
- Nr 18 - Jonas Bergqvist

### Hedrade spelare
- Nr 1 - Christer Abrahamsson
- Nr 2 - Tomas Jonsson
- Nr 3 - Vilgot Larsson
- Nr 6 - Thommy Abrahamsson
- Nr 8 - Magnus Svensson
- Nr 12 - Mats Åhlberg
- Nr 15 - Dan Söderström
- Nr 16 - Niklas Eriksson[14]
- Nr 22 - Nisse Nilsson

### Hedrad tränare
- Rune Mases[15]

### Övriga

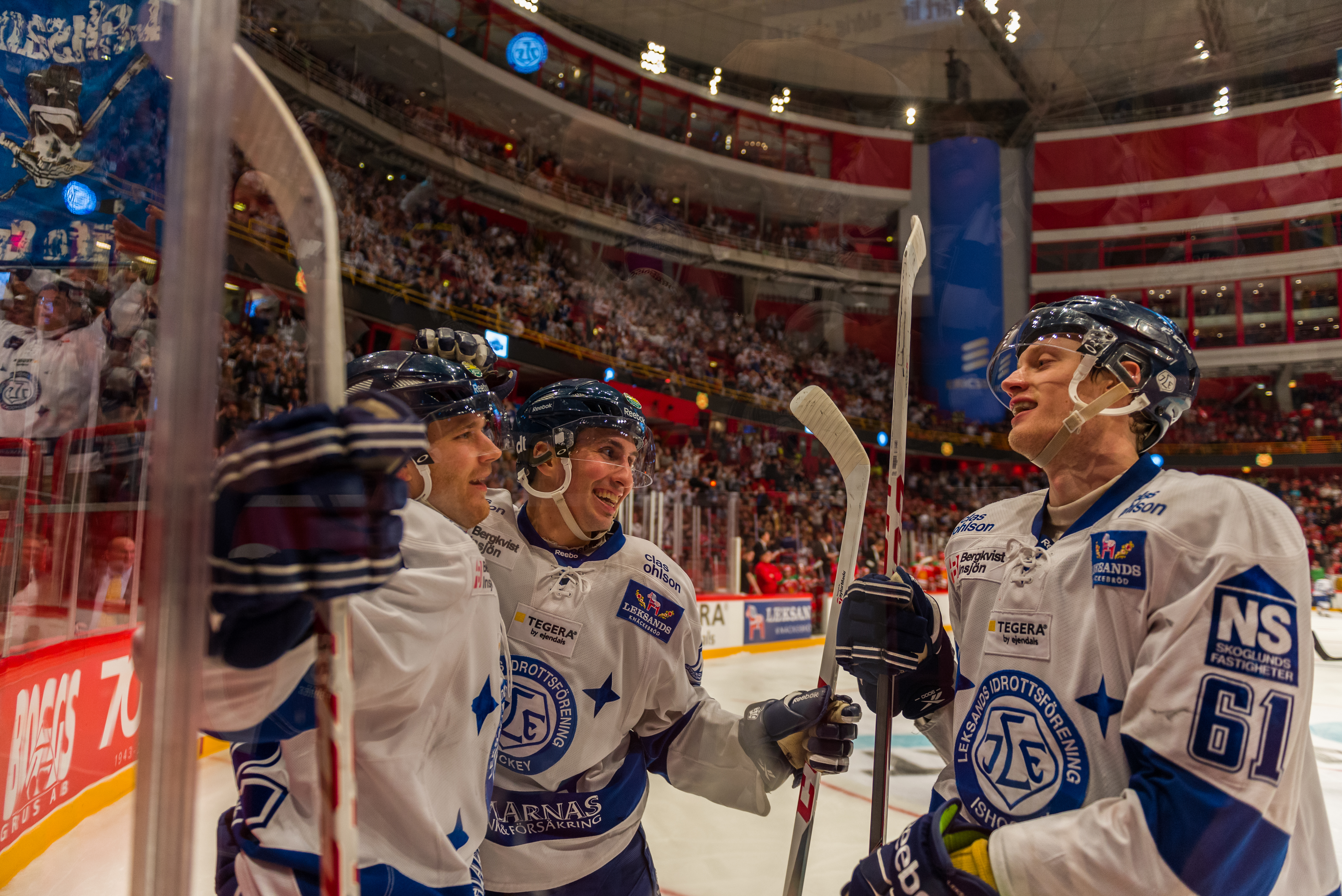
Leksandsspelarna firar mål mot Mora IK 2013. Närmast kameran Johan Ryno.

| - Folke "Totte" Bengtsson - Jens Bergenström - Stefan Bergqvist - Per-Olov Brasar - Roger "Sotarn" Lindqvist - Kjell Brus - Sigge Bröms - Anders "Masken" Carlsson - Cenneth Söderlund - Per-Erik Eklund - Roland Eriksson - Tomas Forslund - Johan Hedberg - Jan Huokko - Göran Högosta - Hans Jax | - Lars Karlsson - Dan Labraaten - Erkki Laine - Åke Liljebjörn - Bengt Lundholm - Jarmo Mäkitalo - Jens Nielsen - Bengt "Fisken" Ohlson - Ulf Samuelsson - Lars-Erik Sjöberg - Olle "Mapa" Sjögren - Thomas Steen - Greg Parks | - Niklas Eriksson - Ulf Weinstock - Roman Vopat - Peter Åslin - Ulf Mårtensson - Mikael Karlberg - Johan Backlund - Michael Ryder - Francis Bouillon - Per-Ragnar Bergkvist - Ed Belfour - Åke Danielsson - Kari Eloranta - Roland Bond | - Thomas Nord - Ricard Persson - Nils Olof "Djura" Ohlsson - Per-Arne "Pirro" Alexandersson - Peter Gudmundson - Per Lundell - Örjan Lindmark - Markus Åkerblom - Gunnar Andersson - Per Erik "Pära" Karlström - Andreas Karlsson - Oliver Ekman Larsson - Filip Forsberg - Tobias Richloow Forsberg |

### Flest SM-guld
| Namn             | SM-guld | Säsonger |
| ---------------- | ------- | -------- |
| Dan Söderström   | 4       | 17       |
| Mats Åhlberg     | 4       | 15       |
| Gunnar Andersson | 4       | 15       |
| Hans Jax         | 4       | 11       |
| Ulf Mårtensson   | 4       | 10       |
| Roger Lindqvist  | 4       | 8        |

## Klubbrekord
Följande rekord innefattar alla officiella matcher, det vill säga seriespel, slutspel, kvalspel, Europacupen Europeiska klubbmästerskapet i ishockey  och Europaligan European Hockey League.
Rekordet för flest spelade matcher i Leksands IF är det Jon Knuts som innehar.

### Klubbrekord
| Rekord  | Antal | Spelare   |
| ------- | ----- | --------- |
| Matcher | 799   | Jon Knuts |

### Säsongsrekord
| Rekord            | Antal | Spelare                      | Säsong    |
| ----------------- | ----- | ---------------------------- | --------- |
| Mål               | 42    | Mats Åhlberg                 | 1976/1977 |
| Assist            | 54    | Jens Nielsen                 | 2001/2002 |
| Poäng             | 81    | Jens Nielsen Mikael Karlberg | 2001/2002 |
| Mål av en back    | 25    | Patrik Hersley               | 2013/2014 |
| Assist av en back | 27    | Matt Caito                   | 2020/2021 |
| Poäng av en back  | 46    | Jan Huokko                   | 1998/1999 |
| Utv. min.         | 207   | Roman Vopat                  | 2006/2007 |
| Nollor            | 9     | Erik Hanses                  | 2011/2012 |

## Damer
Leksand har ett damlag som startade 1999. Laget har sedan säsongen 2008 spelat i Riksserien/SDHL.

## Juniorer
Leksand har också juniorverksamhet. J20-laget vann SM-guld 2010.

## Supportrar

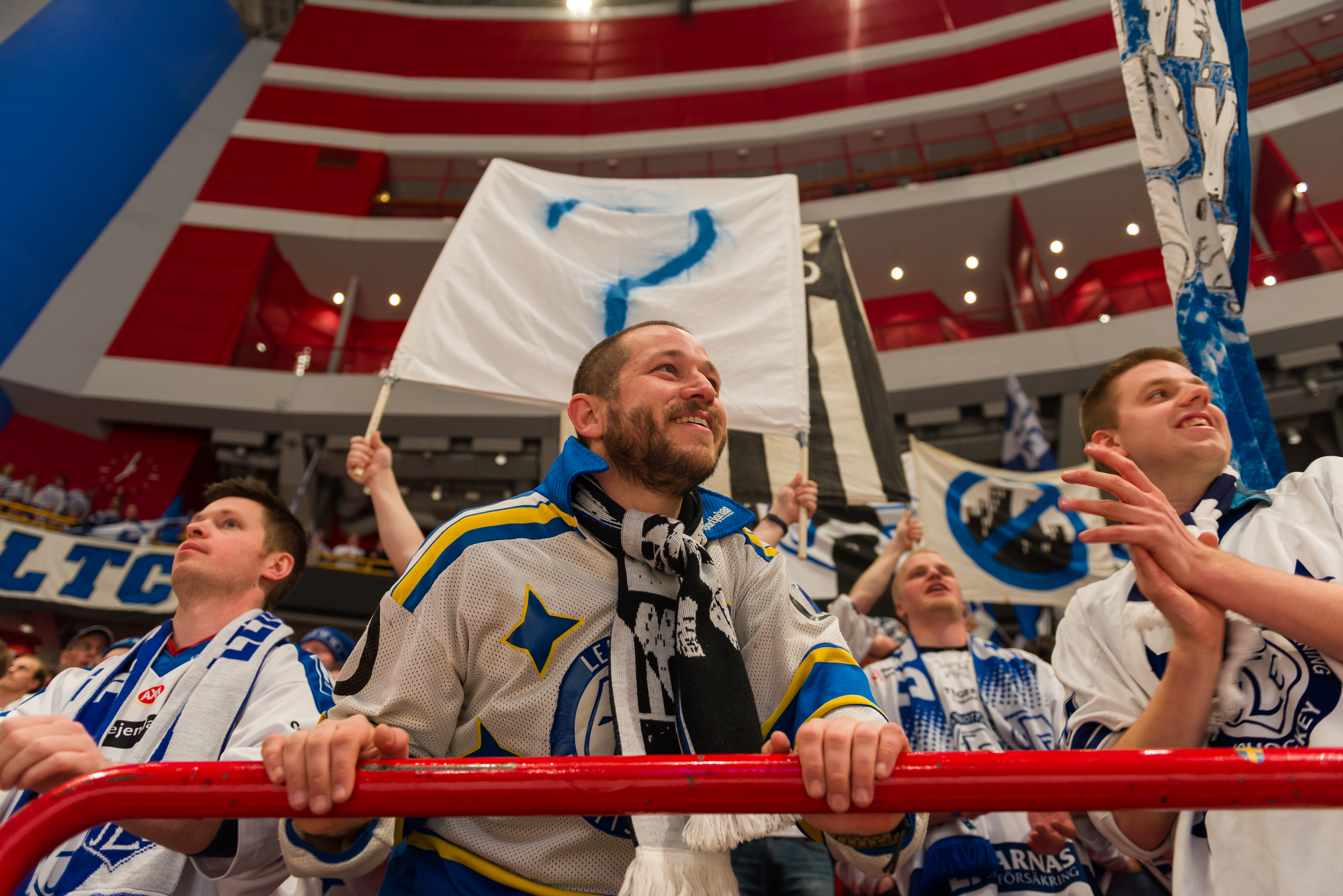
Leksandssupportrar i Globen under matchen mot Mora 2013.

Det finns flera supporterklubbar kopplade till föreningen. Den ursprungliga Leksands IF supporterklubb bildades i samband med att den första ishallen, Leksands isstadion, blev färdigställd 1965. I dag är Leksand Superstars den största supporterklubben med cirka 2 900 medlemmar. Dessutom finns den fristående supporterföreningen Tokiga Masar Götaland som bildades 2001 då LIF skulle spela i Södra Allsvenskan. Förutom dessa supporterföreningar finns Superstars Sthlm, Widdes Wänner, Tokiga Masar Åland, Mälarmasarna, Wermlands Lexingar, Östgötaleksingar, Örebroleksingar, Superstars Uppsala, Superstars Gävleborg och Sala Leksingar samt flera mindre grupperingar.